# Controvérsia do golden shower

|                | Jair M. Bolsonaro | Logo do Twitter, um pássaro azul estilizado |
| @jairbolsonaro |                   |                                             |

            O que é golden shower?

6 de março de 2019

A controvérsia do golden shower se refere à repercussão de duas postagens feitas pelo ex-presidente do Brasil, Jair Bolsonaro, em seu Twitter (atual X), em março de 2019. No dia 5 daquele mês, Bolsonaro publicou o vídeo de um ato sexual ocorrido no Carnaval envolvendo urina, sugerindo que aquela cena era comum. No dia seguinte, ele publicou: "O que é golden shower?", termo que descreve o ato do vídeo. Ambas as postagens foram criticadas tanto por apoiadores como por críticos do presidente, e tiveram repercussão internacional. O termo "golden shower" teve um aumento de popularidade no Google e no Pornhub, além de ser citado em programas televisivos. Alguns comentaram que a postagem poderia prejudicar a imagem do Carnaval.
O Palácio do Planalto e o próprio Bolsonaro comentaram posteriormente sobre a controvérsia. A dupla que aparece no vídeo original declarou que o ato foi "político-artístico" e, dias depois, apresentou uma denúncia contra o presidente no Supremo Tribunal Federal (STF) exigindo que ele apagasse as postagens, o que foi feito. Retrospectivamente, a frase foi incluída em listas de fatos polêmicos e marcantes sobre o governo Bolsonaro e foi analisada como um exemplo de sua "obsessão fálica" e seu "palavreado chulo".

## Contexto
No dia 5 de março de 2019, o então presidente do Brasil Jair Bolsonaro publicou um vídeo pornográfico em sua conta no Twitter. Tratava-se de um vídeo gravado no dia anterior no desfile de Carnaval "Blocu", em São Paulo, mostrando dois homens dançando num ponto de táxi, sendo que um deles insere o dedo no ânus e se abaixa para que o outro urinasse nele. Bolsonaro publicou o texto: "Não me sinto confortável em mostrar, mas temos que expor a verdade para a população ter conhecimento e sempre tomar suas prioridades. É isto que tem virado muitos blocos de rua no carnaval brasileiro. Comentem e tirem suas conslusões  [sic]". Cerca de duas horas depois, o vídeo foi marcado como tendo "conteúdo sensível", o que não havia sido feito de início. Embora o presidente tenha sugerido que essa cena era comum no Carnaval, participantes do evento disseram que a cena foi apenas um caso isolado. No dia seguinte à publicação do vídeo, Bolsonaro publicou, em seu Twitter, a pergunta:  "O que é golden shower?". O termo, que significa, literalmente, "ducha dourada", se refere a atos sexuais que envolvem urinar no parceiro.

## Repercussão
Em doze horas, o vídeo já havia sido assistido por 1,92 milhão de pessoas. Até meio-dia do dia 6 de março, o vídeo contava com mais de 8 mil retuítes, mais de 46 mil curtidas e 39 mil comentários, enquanto a pergunta teve 28 mil retuítes, mais de 54 mil curtidas e 18 mil comentários. Dentre os Trending Topics internacionais, estavam as hashtags #ImpeachmentBolsonaro, #BolsonaroTemRazão, #goldenshowerpresidente e #VergonhaDessePresidente. A postagem do vídeo foi criticada tanto por apoiadores como por críticos de Bolsonaro, e diversos usuários relataram que denunciariam o vídeo ao Twitter por conteúdo impróprio. Alguns usuários notaram que Bolsonaro levou ao público temas que ele próprio sempre considerou impróprios para circulação em massa.

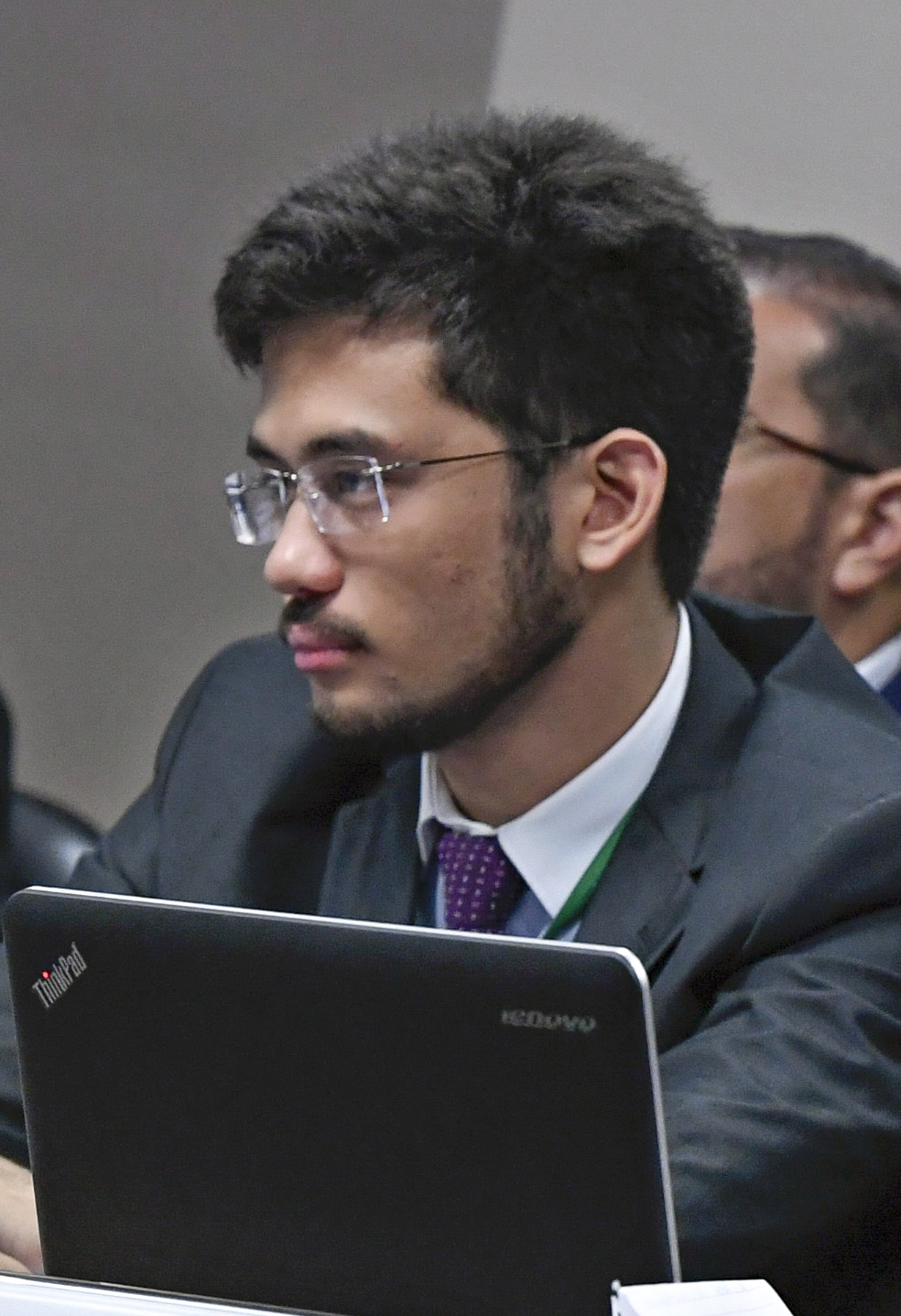
Kim Kataguiri, que apoiou Bolsonaro no segundo turno, foi um dos críticos da postagem

Entre críticos notáveis estavam Kim Kataguiri, líder do Movimento Brasil Livre (MBL). Ele chegou a fazer campanha por Bolsonaro no segundo turno da eleição de 2018, mas disse que a publicação "é incompatível com a postura de um presidente, ainda mais de direita". Fernando Holiday, também integrante do grupo, classificou o post como "indigno para o cargo", Ana Carla Abrão, ex-secretária de Fazenda de Goiás, classificou-o como "absurdo", e o senador Humberto Costa chamou o presidente de "patético". A deputada Carla Zambelli defendeu o presidente.
A cientista política Mara Telles sugeriu que o presidente teria quebrado o decoro do cargo com a postagem. O jurista e ex-ministro da Justiça Miguel Reale Júnior, que foi um dos autores do pedido de impeachment de Dilma Rousseff, concordou com essa visão, comentando que isso poderia justificar a abertura de um pedido de impeachment contra Bolsonaro. Janaina Paschoal, também uma das autoras do pedido, discordou, dizendo que "[a] postagem não é suficiente para tanto". No dia 13, foi apresentado um pedido de impeachment pela advogada e artista plástica Diva Maria dos Santos devido à publicação. Este foi um dos primeiros pedidos de impeachment feitos contra Bolsonaro.
A pergunta publicada por Bolsonaro teve repercussão internacional, sendo noticiada pelo jornal estadunidense The New York Times, os britânicos The Independent e The Guardian, o paraguaio Última Hora, o argentino Infobae, o mexicano Excelsior, o espanhol El País e o francês Le Monde. Alguns especialistas avaliaram ao UOL que a postagem poderia prejudicar o crescimento da "indústria do Carnaval" em 2020, enquanto outros disseram que o impacto seria baixo. Alguns disseram que a atuação "ajuda a perpetuar uma imagem negativa para um dos marcos do turismo no Brasil". Marcelo Pontes, professor de marketing da ESPM São Paulo, comentou: "Falar que o Carnaval é aquilo é desonestidade intelectual".
A postagem inspirou a criação de memes da Internet. Do dia 5 para o dia 6 de março, o site de vídeos pornográficos Pornhub registrou um aumento de 688% nas pesquisas pelo termo "golden shower". Em seu Twitter oficial, a plataforma comentou: "Graças ao senhor agora todos os brasileiros sabem o que Golden Shower significa!" No dia 8, o Google registou um aumento de 4 950% na pesquisa pelo termo. O programa Fantástico fez uma brincadeira mostrando a sexóloga do programa Altas Horas, Laura Müller, respondendo o tweet de Bolsonaro, ao que ela respondeu: "Eu achei a brincadeira muito divertida. Eu adorei". No dia 10, o comediante John Oliver, apresentador do Last Week Tonight, mencionou a pergunta de Bolsonaro no programa. No dia 17, em um protesto em frente à Casa Branca, uma brasileira exibiu um cartaz escrito "what is a golden shower?".

## Respostas

### Governo
Na noite do dia 6, o Palácio do Planalto divulgou uma nota dizendo que Bolsonaro não teve "intenção de criticar o Carnaval de forma genérica", mas sim "caracterizar uma distorção clara do espírito momesco, que simboliza a descontração, a ironia, a crítica saudável e a criatividade da nossa maior e mais democrática festa popular". No dia 19, Bolsonaro falou sobre a controvérsia, dizendo a Shannon Bream, da Fox News britânica, que o vídeo já estava na internet e "nós apenas o compartilhamos para tentar mostrar como o carnaval está indo mal no Brasil".

### Dupla do vídeo e remoção
No dia 7 de março, a dupla do vídeo se manifestou, dizendo que o ato foi "político-artístico" e "planejado com o intuito de comunicar uma mensagem de artistas" que se definem como "bixas", e declararam ser "contra o conservadorismo e contra a colonização dos nossos corpos e nossas práticas sexuais". No dia 19, os advogados da dupla do vídeo impetraram um mandado de segurança no Supremo Tribunal Federal (STF), exigindo que o presidente apagasse as publicações, uma área "ainda nebulosa" e "pouco discutida da legislação", segundo a BBC News Brasil, considerando que "a Justiça brasileira nunca determinou a nenhum presidente da República que apagasse postagens feitas em redes sociais". Dois dias depois, as postagens foram apagadas. Neste contexto, o ministro relator Marco Aurélio Mello proferiu sentença extintiva, julgando que processo estava prejudicado. Igualmente, julgou que a via processual escolhida pelos demandantes era imprópria para o fim a que se propunha, de impedir que o presidente publicasse postagens semelhantes em redes sociais.

## Legado

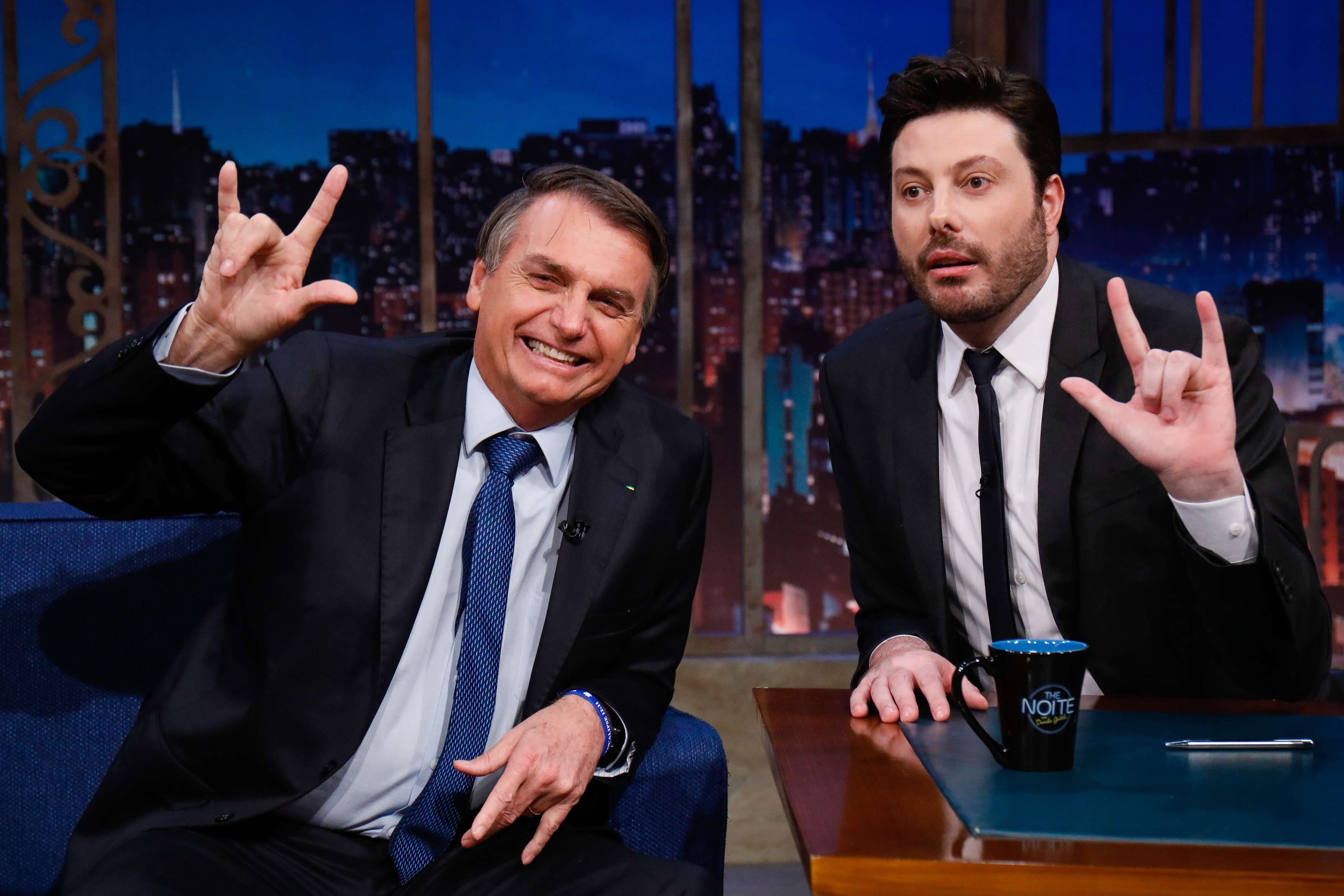
Jair Bolsonaro no The Noite com Danilo Gentili, no mesmo episódio em que Danilo referencia a controvérsia

No dia 30 de maio, Danilo Gentili perguntou a Bolsonaro, quando este foi em seu programa The Noite com Danilo Gentili: "O senhor descobriu o que é golden shower?" Bolsonaro respondeu: "Ainda não sei o que é isso não, não quero saber. Estou meio velho para isso".
O Google apontou que a pergunta "o que é golden shower" foi a quarta mais buscada na categoria "o que é" no Brasil em 2019, com pico de interesse no mês de março. O post foi citado na matéria "De golden shower a hienas: os posts polêmicos de Bolsonaro em 2019", do Correio Braziliense. O UOL citou a frase entre as mais notórias do presidente naquele ano, e, em março de 2020, um jornalista e colunista do site, Leonardo Sakamoto, citou o caso como uma das oito "cortinas de fumaça do governo Bolsonaro". Em outubro, o Diário de Notícias declarou que a frase era uma das dez mais marcantes de Bolsonaro em dois anos de mandato. Eduardo Gonçalves, da Veja, disse que o primeiro ano do governo foi "fora dos padrões", comentando que "[a] postagem do vídeo com o golden shower no Carnaval e outras polêmicas inúteis nas redes sociais ocuparam bom tempo de quem se vendeu ao eleitorado como um político com pressa de tirar o país do atoleiro".
No Carnaval de 2020, o "Blocu" passou pelo mesmo local onde se passava o vídeo publicado por Bolsonaro e encenou um ato de golden shower. O grupo comentou que não teve a intenção de provocar o presidente, mas sim defender a liberdade sexual. No dia 5 de março de 2020, exatamente um ano após a postagem do vídeo, a dupla que aparece nele lançou a produtora pornográfica Ediyporn.

### Análises
Em junho de 2019, a Folha de S.Paulo publicou a matéria "De 'golden shower' a piada com japoneses, obsessão fálica marca Bolsonaro", onde especialistas comentam a fixação de Bolsonaro com genitais e sexualidade. Segundo o psicanalista e colunista Contardo Calligaris, "se Bolsonaro se sentiu abismado com aquela situação, é porque algo ressoa nele. Não que ele tenha a fantasia de fazer isso [o golden shower], mas a dimensão sexual possível daquilo lhe apareceu em algum lugar a ponto de ouriçá-lo". Em julho de 2021, Carlos José Marques, diretor editorial da Editora Três, avaliou a linguagem de Bolsonaro, onde diz: "São abjetas, por natureza, suas expressões, desde o antológico 'golden shower', que saudou logo que tomou posse [...] Do 'golden shower' até o 'cocô' personalizado nele mesmo, foi uma sucessão escatológica de palavreado chulo e lixo mental que agridem e causam asco".